# Celanova (kommunhuvudort)
Celanova är en kommunhuvudort i Spanien.   Den ligger i provinsen Provincia de Ourense och regionen Galicien, i den nordvästra delen av landet, 400 km nordväst om huvudstaden Madrid. Celanova ligger 515 meter över havet och antalet invånare är 6 089.
Terrängen runt Celanova är huvudsakligen kuperad, men norrut är den platt. Runt Celanova är det ganska tätbefolkat, med 72 invånare per kvadratkilometer. Celanova är det största samhället i trakten. Omgivningarna runt Celanova är en mosaik av jordbruksmark och naturlig växtlighet.